# 원하는 것
〈원하는 것〉(ほしいもの 호시이모노[*])는 일본의 츠지 시온의 4번째 싱글작. 2009년 10월 28일에 DefSTAR RECORDS에서 발매되었다. 2009년의 3번째 싱글로, 처음으로 영화 타이업(Tie-Up)작품이다. 타이업 작품인 내가 낼게(わたし出すわ)의 모리타 요시미츠 감독이 제안을 받은 아티스트들 중에서 츠지 시온을 발탁, 츠지 시온은 영화의 보정 전 필름을 본 뒤 곡을 썼다.
츠지 시온은 영화 시사회(2009년 10월 25일, Cinem@rt)에 출연해, 라이브를 개최했다.

## 수록곡
1. ほしいもの (3:44)
(원하는 것)
ASMIK ACE ENTERTAINMENT, INC배급영화 <내가 낼게(わたし出すわ)>의 주제곡
2. コインロッカーボーイ (3:28)
(코인 락커 보이)
3. M/elody (Acoustic Version) (3:36)
세 번째 싱글곡인 <M/elody>의 어쿠스틱 버전
4. ほしいもの (Instrumental) (3:44)
(원하는 것 (Instrumental))

전곡 작사/작곡：츠지 시온 편곡：mw

## 수록 앨범
- Catch!（#1）